# Ruth Wenger
Claudia Ruth Wenger (* 31. Oktober 1897 in Basel; † 30. Mai 1994 in Weimar) war eine Schweizer Konzertsängerin (Sopran) und Malerin, die sich als Künstlerin auch Claudia nannte.

## Leben
Ruth Wenger war die zweite Tochter der Schweizer Malerin und Kinderbuchautorin Lisa Wenger (1858–1941) und des Fabrikanten Théo Wenger (1868–1928), dem Besitzer der „Schweizer Besteckfabrik“ Wenger. Eine der drei Töchter ihrer älteren Schwester Eva (1891–1959) war die Künstlerin Meret Oppenheim.
1919 lernte Ruth Wenger den 20 Jahre älteren Schriftsteller Hermann Hesse im Tessin kennen, während sie mit ihren Eltern den Sommer in Carona verbrachte. Beide liebten sich sehr, hatten aber Zweifel, ob diese Liebe durch eine Heirat besiegelt werden sollte, denn zu verschieden waren die Interessen und charakterlichen Eigenheiten der beiden. Sie sahen sich häufig, aber kurz, entweder in Carona oder in Basel, wo Ruth Wenger Gesang, Flöte und Klavier studierte. Sie heiratete Hesse am 11. Januar 1924 nach dessen Scheidung von seiner ersten Frau Maria Bernoulli (1868–1963), einer der ersten Fotografinnen der Schweiz.
Das Paar lebte meistens mehrere hundert Kilometer voneinander entfernt. Ruth lebte vor allem für ihre zahlreichen Haustiere, was Hermann Hesse wenig interessierte. Die Ehe wurde für drei Jahre aufrechterhalten, bis Ruth nach einem kurzfristigen Liebesverhältnis mit dem Maler Karl Hofer im Januar 1927 die Scheidung einreichte, die am 24. April 1927 in Basel ausgesprochen wurde. Hesse stimmte der Scheidung unwillig und nicht bedingungslos zu. Ruth Wengers Enkel, der Regisseur Leander Haußmann, äußert sich in einem Interview 2022 dazu folgendermaßen: „Die Ehe blieb kinderlos - falls sie überhaupt je vollzogen wurde. Meine Oma ließ sich jedenfalls scheiden, weil Hesse nie mit ihr schlief.“
Später heiratete sie den Schauspieler Erich Haußmann und wurde 1935 Mutter eines Sohnes, Ezard Haußmann. Ezard wurde in einem Schweizer Klosterinternat mit der Unterstützung von Hermann Hesse erzogen, nachdem seine Eltern während des Zweiten Weltkrieges in Frankreich verhaftet worden waren. Durch persönliche Beziehungen von Ruth Haußmann zu DDR-Kulturminister Johannes R. Becher siedelte die Familie 1956 in die DDR um.